# Siège de Laval (1429)
Batailles
Le siège de Laval de 1429 est effectué par les troupes françaises qui parviennent à entrer dans Laval.

## Préambule
Le 17 juillet 1429, Charles VII, le même jour que son sacre érigea en comté l'ancienne baronnie de Laval. Il en fit délivrer les lettres-patentes, dans lesquelles il déclare qu'il accorde cette faveur en récompense des grands et recommandables services, rendus au Roi et à l’État depuis long-temps par les aïeux des seigneurs de Laval, pour leurs propres services et leur fidélité, et pour les indemniser de la perte de plusieurs de leurs villes et châteaux, dont Laval, la principale, était encore en ce moment au pouvoir des Anglois..
John Talbot, comte de Shrewsbury et de Waterford avait pris Laval par escalade en mars 1428. Le château se rendit par composition six jours après, et André de Lohéac se trouva au nombre des prisonniers.
Alors que le comte Guy XIV de Laval accompagnait le roi à Château-Thierry, Senlis et Saint-Denis, trois chevaliers songèrent à profiter du mécontentement des Lavallois, que les Anglais ne s'étaient guère mis en peine de ménager pendant deux ans et demi. À peine maîtres de la ville et non contents de la rançon qu'ils avaient exigée d'André de Lohéac et de ses compagnons, ils avaient ravi aux habitants toutes leurs richesses et avaient fait dans la ville tout ce qu'ennemis pouvoient faire..

## Le siège
« Pour lors Engloys si ne furent trop fins, Car grant puissance de gens aux Trois Moulins Se trouvèrent accoutrés hien à point, Qui, aux Engloys , jouèrent bon l'outrepoint. Car le moulnier la dedans les guydoit, Qui lors estoit appelé Jehan Fouquet. Engloys mirent dehors pour le plus seurs. ».
Raoul du Bouchet, Bertrand de la Ferrière, Jean de Champchevrier, Jean de Villiers et les seigneurs de la Haie et de Torcé, n'eurent pas de peine à se créer des intelligences dans la place et à préparer une surprise. Le meunier de Bellaillé homme de bien qui avoit desplaisir de ce que les Anglois estoient devenus seigneurs et maistres en icelle ville fut l'homme dont ils se servirent et qui sut se montrer digne de leur confiance. Jean Fouquet admit secrètement et fit placer de nuit dans son moulin une embuscade de gens de pied; trois à quatre cents autres furent cachés dans les broussailles du coteau de la Perrine. La ville était gardée par cinq cents Anglais. À l'ouverture de la porte de la rue de Rivière, qui était la plus rapprochée des moulins de Bellaillé, les hommes embusqués se précipitèrent sur les gardes le 25 septembre 1429, les mirent hors de combat, et, suivis de leurs compagnons, pénétrèrent clans la ville en criant : Nostre-Dame, Sainct-Denys ! La garnison surprise ne put se défendre ; la plupart des Anglais furent tués ou pris ; quelques-uns s'échappèrent et se sauvèrent par-dessus les murs.
Charles Maucourt de Bourjolly semble dire qu'il fut accompli au mépris d'une trêve qui existait entre Talbot et les dames de Laval; il l'excuse, les Anglais, selon lui, ayant justifié cette violation en brûlant le château de Saint-Ouën (1428) et ceux de la Gravelle et de Montjean (1429). 
La trêve achetée par Jean V de Bretagne, duc de Bretagne pour Laval et Vitré expirait au mois d'août 1429 ; Laval fut repris le 25 septembre. En 1430, André de Lohéac est chargé de la garde de Laval.

## Procession
En action de grâces de cette libération, arrivée le 25 septembre 1429, on célébrait tous les ans jusqu'à la fin du XVIIIe siècle une procession très solennelle, passant sur les lieux qui avaient été le théâtre des événements. Elle se nommait la procession de la Saint-Firmin.
```
: 
L'an mil quatre cent vingt-sept
[
4
]

: 
Faute d'avoir fait bon guet,

: 
Les Anglois, de nuit subtile,

: 
Prirent cette noble ville.
```

```
: 
Le vingt-cinquième de septembre

: 
L'an mil quatre cent vingt et neuf

: 
Fut pris Laval comme remembre,

: 
Sur l Anglois entre huit et neuf. 
```